# Бахаме на Светском првенству у атлетици у дворани 2022.
Бахаме су учествовали на 18. Светском првенству у атлетици у дворани 2022. одржаном у Београду од 18. до 20. марта осамнаести пут, односно на свим првенствима до данас. Репрезентацију Бахама представљало је 5 такмичара (1 мушкарца и 4 жена), који су се такмичили у 4 дисциплине (1 мушка и 3 женске).,
На овом првенству Бахаме су по броју освојених медаља делили 6. место са 2 медаље (1 златна и 1 сребрна).
У табели успешности према броју и пласману такмичара који су учествовали у финалним такмичењима (првих 8 такмичара) Бахаме су са 2 учесника у финалу делили 19. место са 15 бодова.
| Плас. | Земља  | 1. место | 2. место | 3. место | 4. место | 5. место | 6. место | 7. место | 8. место | Бр. финал. | Бод. |
| ----- | ------ | -------- | -------- | -------- | -------- | -------- | -------- | -------- | -------- | ---------- | ---- |
| =19.  | Бахаме | 1        | 1        | 0        | 0        | 0        | 0        | 0        | 0        | 2          | 15   |

## Учесници
| Мушкарци: - Доналд Томас — Скок увис | Жене: - Anthonique Strachan — 60 м - Шони Милер-Уибо — 400 м - Меган Мос — 400 м - Девин Чарлтон — 60 м препоне |  |

## Резултати

### Мушкарци
| Атлетичар    | Дисциплина | Лични рекорд | Финале   | Финале  | Детаљи |
| Атлетичар    | Дисциплина | Лични рекорд | Резултат | Место   | Детаљи |
| ------------ | ---------- | ------------ | -------- | ------- | ------ |
| Доналд Томас | Скок увис  | 2,37 о       | 2,20     | 11 / 12 |        |

### Жене
| Атлетичарка         | Дисциплина   | Лични рекорд | Квалификације | Квалификације | Полуфинале            | Полуфинале            | Финале                | Финале       | Детаљи |
| Атлетичарка         | Дисциплина   | Лични рекорд | Резултат      | Место         | Резултат              | Место                 | Резултат              | Место        | Детаљи |
| ------------------- | ------------ | ------------ | ------------- | ------------- | --------------------- | --------------------- | --------------------- | ------------ | ------ |
| Anthonique Strachan | 60 м         | 7,17         | 7,22(.212) КВ | 3. у гр. 4    | 7,17(169) ЛР          | 4. у гр. 1            | Није се квалификовала | 13 / 46 (47) |        |
| Шони Милер-Уибо     | 400 м        | 48,36        | 51,86 КВ, ЛРС | 1. у гр. 5    | 51,38 КВ, ЛРС         | 1. у гр. 2            | 50,31 ЛРС             |              |        |
| Меган Мос           | 400 м        | 52,13        | 54,03         | 5. у гр. 3    | Није се квалификовала | Није се квалификовала | Није се квалификовала | 26 / 28      |        |
| Девин Чарлтон       | 60 м препоне | 7,89 НР      | 8,02 КВ, ЛРС  | 1. у гр. 5    | 7,81 КВ, НР, ЛР       | 1. у гр. 1            | 7,81 НР, ЛР           |              |        |